# Fabrício Corsaletti
Fabricio Corsaletti (Santo Anastácio, 1978) é um poeta, contista e romancista brasileiro. Mora desde 1997 em São Paulo, onde cursou Letras pela Universidade de São Paulo. Publicou seu primeiro livro de poesia, Movediço (Labortexto Editorial) em 2001, seguido por O sobrevivente (Hedra, 2003); os dois volumes foram mais tarde reunidos a poemas inéditos no livro Estudos para seu corpo (Companhia das Letras, 2007).
Escreveu, entre outros, os livros Zoo (poesia; Hedra, 2005) King Kong e cervejas (contos; Companhia das Letras, 2008), Golpe de Ar (romance, Editora 34, 2009),  Esquimó (poesia; Companhia das Letras, 2012) e Quadras Paulistanas (poesia; Companhia das Letras, 2014). Foi colunista da Folha de S. Paulo.
Por Engenheiro Fantasma (poesia; Companhia das Letras, 2022) ganhou o Prêmio Jabuti 2023 de Melhor Livro de Poesia e Livro do Ano.